# Anton Lienert-Brown
Anton Lienert-Brown (Christchurch, 15 aprile 1995) è un rugbista a 15 neozelandese, che gioca come tre quarti centro nei Chiefs in Super Rugby.

## Biografia
Lienert-Brown fu inserito diciottenne nella squadra di Waikato per disputare l'ITM Cup del 2013, ma un infortunio alla spalla rimediato durante una partita scolastica lo tenne fuori per tutta la competizione; nonostante ciò fu aggregato al gruppo di preparazione per il Super Rugby 2014 dei Chiefs, campioni per due volte consecutive nelle annate 2012 e 2013. Il suo debutto professionistico avvenne, quindi, direttamente nel Super Rugby nella partita contro i Bulls a Pretoria, dove giocò titolare nella posizione di tre quarti ala. Dopo poche presenze nelle stagioni 2014 e 2015, Lienert-Brown saltò solo tre incontri della sua franchigia nel Super Rugby 2016.
A livello internazionale Lienert-Brown vanta due partecipazioni al campionato mondiale giovanile di rugby con la selezione neozelandese; dopo il terzo posto ottenuto nel 2014, si laureò campione del mondo under-20 con i Baby Blacks nell'edizione del 2015. Chiamato da Steve Hansen, tecnico degli All Blacks, per sostituire l'infortunato Sonny Bill Williams nella squadra selezionata per disputare il The Rugby Championship 2016, fece il suo esordio nella vittoria contro l'Australia. Successivamente giocò tutte le restanti partite, segnando la sua prima meta nella sfida con l'Argentina.
Il fratello maggiore Daniel è anch'egli un rugbista che gioca come pilone negli Highlanders.

## Palmarès
- Rugby Championship: 2
Nuova Zelanda: 2016, 2017